# 虹梁
虹梁（こうりょう、こうばり、こうのうつばり）は、日本建築の部材のひとつである。梁の一種であり、弓形になったその外見を虹に例えたものといわれる。元来は中国建築における同様の部材の名称であるが、現代中国においてはこれを月梁と称する。

## 名称

### 部位の名称
柱に取り付く附近のカーブした部分を鯖尻（さばじり）、柱の外に出た部分を虹梁鼻（こうりょうばな）と呼ぶ。虹梁の下端付近に平行線を抉る装飾を眉（まゆ）、虹梁の厚みを柱にあわせるため、柱に近い部分を薄く欠いた部分を袖切（そできり）、面に彫った唐草模様を若葉（わかば）と呼ぶ。また、底には錫杖彫（しゃくじょうぼり）とよばれる装飾を施す。錫杖彫は油煙形（ゆえんがた）とも呼ぶ。

### 語源と初期の用例
漢代までは、中国建築においても「虹梁」の名前が用いられ、宋代までに「月梁」に移り変わったようである。漢代の建築遺構に今も残るものはないが、漢籍において「虹梁」の名前を用いた例としては、後漢の班固による「西都賦」がある。ここでは長安の王宮を評して「因瑰材而究奇、抗応龍之虹梁（書き下し：瑰材（）に因りて奇を究め 、応龍の虹梁を抗（）ぐ）」とある。唐代の李善はこれに「応龍虹梁、梁形如龍、而曲如虹也」と注釈をつけている。日本語における「虹梁」はこうした中国語の語彙を移入したものであろうと考えられており、飯田須賀斯はその時期を唐代のことであろうと論じている。
この「応龍の虹梁」に関して、漢代の車井戸をあらわした明器に梁の両端を竜頭としたものがあること、玉璜に両頭の龍を模した、虹梁のような形のものが多いこと、甲骨文字における「虹」の字形が「」と、これらに類似していることなどから、虹梁の語には龍のイメージが関わっていたのではないかと論じる向きもある。

## 種類

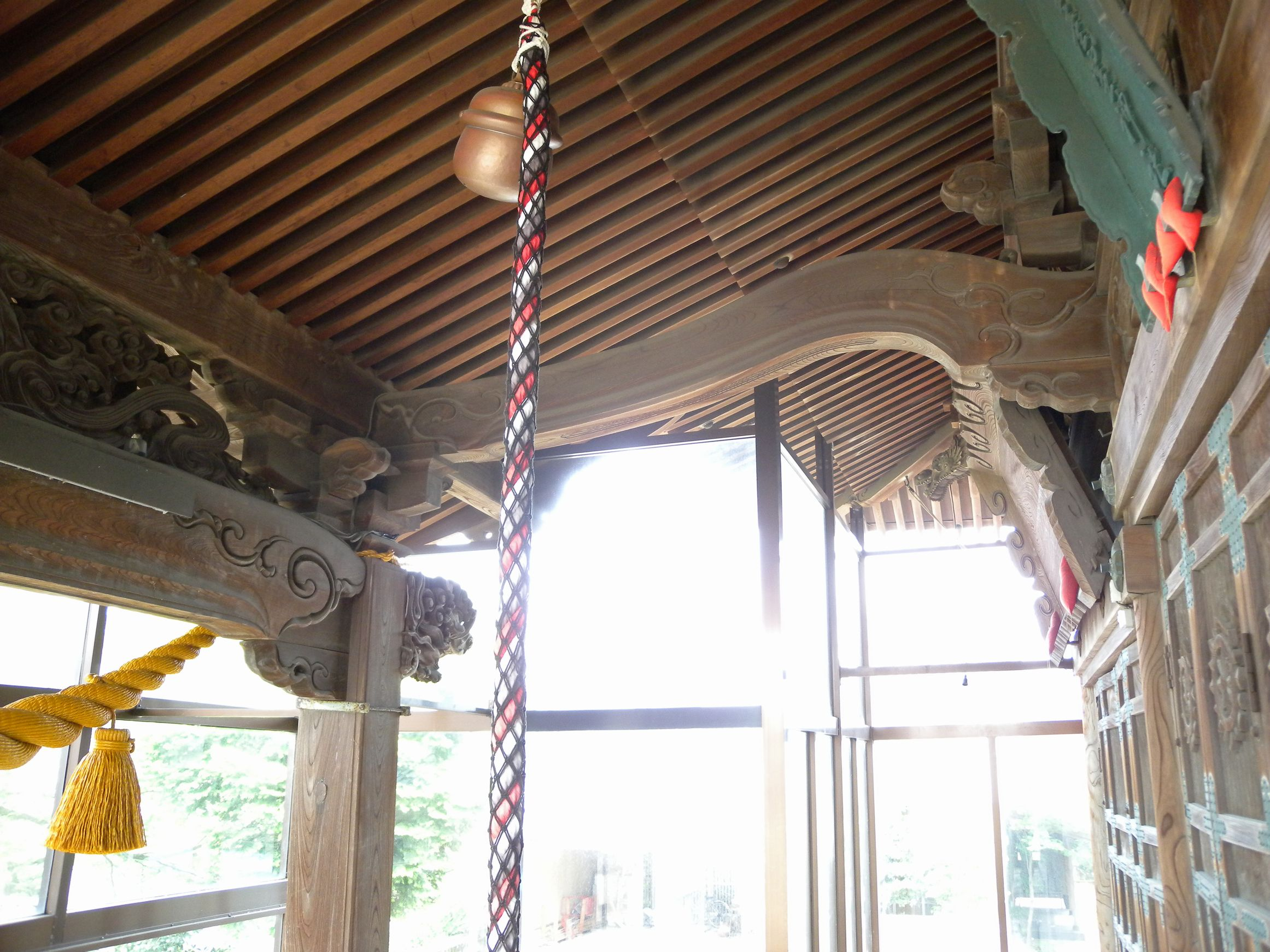
野々市市・高皇産霊神社海老虹梁

虹梁は、大小関係や位置、形状などにより、さまざまに区分される。虹梁を二重にかける場合、大きい方を大虹梁（だいこうりょう）、小さい方を二重虹梁（にじゅうこうりょう）と呼ぶ。これらが身舎柱にかかるのに対して、母屋と裳階をつなぐ虹梁を繋虹梁（つなぎこうりょう）と呼ぶ。この高低差が大きい場合は、虹梁全体をS字に屈曲させた海老虹梁（えびこうりょう）を用いる。
その他、配置する場所によって以下のように分類されることもある。
- 外虹梁（そとこうりょう） - 建物の外側に配す。
- 内虹梁（うちこうりょう） - 建物の内側に配す。
- 妻虹梁（つまこうりょう） - 建物の妻側に配す。
- 内室虹梁（うちむろこうりょう） - 内室造（天井を張らない化粧屋根裏）に配す。
- 水引虹梁（みずひきこうりょう） - 向拝の正面に配す。